# 101-я танковая бригада
101-я танковая Сивашская ордена Кутузова бригада — танковая бригада Красной армии в годы Великой Отечественной войны.
Сокращённое наименование — 101 тбр.

## Боевой и численный состав
Бригада сформирована по штатам № 010/345-010/352 от 15.02.1942 г.:
- Управление бригады [штат № 010/345]
- 432-й отд. танковый батальон [штат № 010/346]
- 433-й отд. танковый батальон [штат № 010/346]
- Мотострелково-пулемётный батальон [штат № 010/347]
- Противотанковая батарея [штат № 010/348]
- Зенитная батарея [штат № 010/349]
- Рота управления [штат № 010/350]
- Рота технического обеспечения [штат № 010/351]
- Медико-санитарный взвод [штат № 010/352]

Директивой НКО № УФ2/882 от 25.10.1942 г. и Директивой Зам. НКО № 1105358 от 08.11.1942 г. переведена на штаты № 010/345-010/352, 010/396 от 15.02.1942 г.:
- Управление бригады [штат № 010/345]
- 432-й отд. танковый батальон [штат № 010/396]
- 433-й отд. танковый батальон [штат № 010/396]
- Мотострелково-пулемётный батальон [штат № 010/347]
- Противотанковая батарея [штат № 010/348]
- Зенитная батарея [штат № 010/349]
- Рота управления [штат № 010/350]
- Рота технического обеспечения [штат № 010/351]
- Медико-санитарный взвод [штат № 010/352]

Директивой ГШКА № орг/3/309784 от 19.06.1944 г. переведена на штаты № 010/500-010/506:
- Управление бригады [штат № 010/500]
- 1-й отд. танковый батальон [штат № 010/501]
- 2-й отд. танковый батальон [штат № 010/501]
- 3-й отд. танковый батальон [штат № 010/501]
- Моторизованный батальон автоматчиков [штат № 010/502]
- Зенитно-пулемётная рота [штат № 010/503]
- Рота управления [штат № 010/504]
- Рота технического обеспечения [штат № 010/505]
- Медсанвзвод [штат № 010/506]

Численный состав:
| Дата       | Объединение       | Личный состав (чел) | Типы танков (исправных/неисправных) | Всего | Источник сведений                 |
| ---------- | ----------------- | ------------------- | ----------------------------------- | ----- | --------------------------------- |
| 20.06.1942 | Брянский фронт    | 1218                | 30 М3с, 20 М3Л                      | 50    | ЦАМО РФ. ф. 38, оп. 11373, д. 150 |
| 01.08.1942 | Западный фронт    |                     | 30 М3с, 20 М3Л                      | 50    | Танки Ленд-Лиза. С. 19            |
| 28.11.1942 | Воронежский фронт | 1305                | 51 М3с,                             | 51    | ЦАМО РФ. ф. 38, оп. 11373, д. 150 |

## Подчинение
Периоды вхождения в состав Действующей армии:
- с 20.06.1942 по 31.10.1942 года.
- с 29.12.1942 по 05.08.1943 года.
- с 30.09.1943 по 05.06.1944 года.
- с 12.07.1944 по 01.04.1945 года.

| Дата          | Фронт (округ)            | Армия                 | Корпус               | Дивизия | Бригада | Примечания |
| ------------- | ------------------------ | --------------------- | -------------------- | ------- | ------- | ---------- |
| 01.03.1942 г  | Московский военный округ |                       |                      |         |         |            |
| 01.04.1942 г. | Московский военный округ |                       |                      |         |         |            |
| 01.05.1942 г. | Московский военный округ |                       |                      |         |         |            |
| 01.06.1942 г. | Московский военный округ |                       |                      |         |         |            |
| 01.07.1942 г. | Калининский фронт        | 31-я армия            |                      |         |         |            |
| 01.08.1942 г. | Калининский фронт        | 31-я армия            |                      |         |         |            |
| 01.09.1942 г. | Калининский фронт        | 31-я армия            |                      |         |         |            |
| 01.10.1942 г. | Западный фронт           |                       |                      |         |         |            |
| 01.11.1942 г. | Московский военный округ |                       |                      |         |         |            |
| 01.12.1942 г. | Московский военный округ |                       |                      |         |         |            |
| 01.01.1943 г  | Брянский фронт           |                       |                      |         |         |            |
| 01.02.1943 г  | Брянский фронт           | 13-я армия            | 19-й танковый корпус |         |         |            |
| 01.03.1943 г. | Брянский фронт           |                       | 19-й танковый корпус |         |         |            |
| 01.04.1943 г. | Брянский фронт           | 13-я армия            |                      |         |         |            |
| 01.05.1943 г. | Брянский фронт           | 13-я армия            |                      |         |         |            |
| 01.06.1943 г. | Центральный фронт        |                       | 19-й танковый корпус |         |         |            |
| 01.07.1943 г  | Центральный фронт        |                       | 19-й танковый корпус |         |         |            |
| 01.08.1943 г. | Центральный фронт        |                       | 19-й танковый корпус |         |         |            |
| 01.09.1943 г. | Московский военный округ |                       | 19-й танковый корпус |         |         |            |
| 01.10.1943 г. | Южный фронт              |                       | 19-й танковый корпус |         |         |            |
| 01.11.1943 г  | 4-й Украинский фронт     |                       | 19-й танковый корпус |         |         |            |
| 01.12.1943 г  | 4-й Украинский фронт     |                       | 19-й танковый корпус |         |         |            |
| 01.01.1944 г  | 4-й Украинский фронт     |                       | 19-й танковый корпус |         |         |            |
| 01.02.1944 г  | 4-й Украинский фронт     |                       | 19-й танковый корпус |         |         |            |
| 01.03.1944 г  | 4-й Украинский фронт     |                       | 19-й танковый корпус |         |         |            |
| 01.01.1944 г  | 4-й Украинский фронт     |                       | 19-й танковый корпус |         |         |            |
| 01.02.1944 г  | 4-й Украинский фронт     |                       | 19-й танковый корпус |         |         |            |
| 01.03.1944 г  | 4-й Украинский фронт     |                       | 19-й танковый корпус |         |         |            |
| 01.04.1944 г  | 4-й Украинский фронт     |                       | 19-й танковый корпус |         |         |            |
| 01.04.1944 г  | 4-й Украинский фронт     |                       | 19-й танковый корпус |         |         |            |
| 01.05.1944 г  | 4-й Украинский фронт     |                       | 19-й танковый корпус |         |         |            |
| 01.06.1944 г  | РВГК                     |                       | 19-й танковый корпус |         |         |            |
| 01.07.1944 г  | Московский военный округ |                       | 19-й танковый корпус |         |         |            |
| 01.08.1944 г  | 1-й Прибалтийский фронт  |                       | 19-й танковый корпус |         |         |            |
| 01.09.1944 г  | 1-й Прибалтийский фронт  | 51-я армия            | 19-й танковый корпус |         |         |            |
| 01.10.1944 г  | 1-й Прибалтийский фронт  | 6-я гвардейская армия | 19-й танковый корпус |         |         |            |
| 01.11.1944 г  | 1-й Прибалтийский фронт  | 6-я гвардейская армия | 19-й танковый корпус |         |         |            |
| 01.12.1944 г  | 2-й Прибалтийский фронт  |                       | 19-й танковый корпус |         |         |            |
| 01.01.1945 г  | 2-й Прибалтийский фронт  |                       | 19-й танковый корпус |         |         |            |
| 01.02.1945 г  | 2-й Прибалтийский фронт  |                       | 19-й танковый корпус |         |         |            |
| 01.03.1945 г  | 2-й Прибалтийский фронт  | 6-я гвардейская армия | 19-й танковый корпус |         |         |            |
| 01.04.1945 г  | Курляндская группа войск |                       | 19-й танковый корпус |         |         |            |
| 01.05.1945 г  | РВГК                     |                       | 19-й танковый корпус |         |         |            |

## Командиры

### Командиры бригады
- Шабалин, Родион Никанорович, генерал-майор, (11.10.1942 умер от ран) 09.05.1942 — 11.10.1942 года.
- Воробьёв Константин Константинович, майор, ид, 00.07.1942 — 18.08.1942 года.[1]
- Хопко Степан Александрович, подполковник (16.02.1943 ранен и эвакуирован в госпиталь), 25.11.1942 — 16.02.1943 года.[2]
- Баталкин Иван Сергеевич, подполковник, врио, 16.02.1943 — 15.04.1943 года.[3]
- Курдупов Иван Михайлович, полковник, 16.04.1943 — 15.08.1943 года.[4]
- Павлюк-Мороз Андрей Никифорович, полковник (убыл на учёбу), 18.07.1943 — 00.10.1943 года.[5]
- Ивлиев, Иван Дмитриевич, подполковник, 01.12.1943 — 31.01.1944 года.[6]
- Хромченко Михаил Фёдорович, подполковник, ид, 17.10.1943 — 25.04.1944 года.[7]
- Хромченко Михаил Фёдорович, подполковник (09.05.1944 погиб в бою), 25.04.1944 — 09.05.1944 года.
- Граммаков Николай Григорьевич, подполковник, ио, 09.05.1944 — 01.07.1944 года.[8]
- Никулин Андрей Иванович, полковник, ид, 02.07.1944 — 02.08.1944 года.
- Никулин Андрей Иванович, полковник, 02.08.1944 — 15.09.1944 года.[9]
- Баталкин Иван Сергеевич, полковник, 16.09.1944 — 00.06.1945 года.

### Начальники штаба бригады
- Мишак, майор, 00.04.1942 — 00.02.1943 года.[10]
- Привалов Пётр Михайлович, майор, 00.02.1943 — 16.02.1943 года.[11]
- Житков Николай Фёдорович, капитан, 16.02.1943 — 00.04.1943 года.[12]
- Архипов Пётр Семёнович, подполковник, 00.04.1943 — 20.08.1943 года.[13]
- Шелякин Николай Андреевич, майор (14.04.1944 погиб в бою) 20.08.1943 — 14.04.1944 года.[14]
- Никитин, майор, 15.04.1944 — 09.05.1944 года.[15]
- Булгаков Николай Васильевич, подполковник (09.05.1944 погиб в бою — ОБД)
- Чалов Фёдор Семёнович, майор, 09.05.1944 — 00.07.1944 года.[16]
- Краснов Павел Гаврилович, полковник, 00.07.1944 — 00.01.1945 года.[17]
- Потапов, майор, 00.01.1945 — 00.02.1942 года.[18]
- Винтилов Пётр Григорьевич (Егорович), подполковник, 00.02.1945 — 00.06.1945 года.[19]

### Заместитель командира бригады по строевой части
- Баталкин Иван Сергеевич, подполковник, 00.05.1942
- Павлюк-Мороз Андрей Никифорович, полковник, 00.05.1943 — 18.07.1943
- Граммаков Николай Григорьевич, подполковник, ид, 10.03.1944 — 00.07.1944
- Гавриленко Порфирий Степанович, майор (14.04.1944 погиб в бою)

### Начальник политотдела, заместитель командира по политической части
- Куликов Семён Владимирович, батальонный комиссар, с 25.10.1942 майор, 05.03.1942 — 19.06.1943 года.
- Макаров Алексей Григорьевич, подполковник, с 31.12.1943 полковник,19.06.1943 — 19.11.1945 года.

## Боевой путь

### 1942
Вела позиционные бои на Сычевском направлении.

### 1943
Вела бои на территории Курской области, участвовала в Курской битве на Поныровском направлении в составе Центрального фронта.
В октябре-ноябре 1943 г. освобождала Крым. Весной 1944 г. участвовала в составе 19 тк в Крымской наступательной операции, приняв участие в освобождении Джанкоя, Мелитополя, Симферополя и Севастополя.

### 1944
В составе 43-й Армии освобождала Прибалтику. Закончила войну в Курляндии в составе войск Курляндской группировки Ленинградского фронта.

## Отличившиеся воины
| Награда | Ф. И.О                    | Звание                                                                   | Должность    | Дата награждения    | Примечания                      |
| ------- | ------------------------- | ------------------------------------------------------------------------ | ------------ | ------------------- | ------------------------------- |
|         | Машкарин, Иван Николаевич | командир 432-го танкового батальона 101-й танковой бригады               | майор        | 24 марта 1945 года  | погиб в бою 11 апреля 1944 года |
|         | Холод, Михаил Мефодиевич  | автоматчик моторизованного батальона автоматчиков 101-й танковой бригады | красноармеец | 28 апреля 1945 года | погиб в бою 6 августа 1944 года |

## Награды и наименования
| Награда, наименование             | Дата                                        | За что получена |
| --------------------------------- | ------------------------------------------- | --- |
| Почётное наименование «Сивашская» | Приказ ВГК № 0102 от 24.04.1944 года.       | за образцовое выполнение боевых заданий командования при прорыве сильно укреплённой обороны противника на Перекопском перешейке и в озёрных дефиле на южном побережье Сиваша                           |
| Орден Кутузова II степени         | Указ Президиума ВС СССР от 31.10.1944 года. | За образцовое выполнение заданий командования в боях с немецкими захватчиками, при прорыве обороны противника северо-западнее и юго-западнее Шауляй (Шавли) и проявленные при этом доблесть и мужество |

## Память
Работы по установке танка-памятника были начаты по инициативе начальника штаба 216-го сапёрного батальона 19-го танкового корпуса капитана С. Ф. Коробкина и продолжались с конца апреля по конец мая 1944 года. По воспоминаниям директора Крымского краеведческого музея ветерана войны В. Н. Бухаркина, бывшего в то время командиром подразделения 216-го сапёрного батальона, «его неиссякаемая энергия, знание дела, предприимчивость обеспечили возможность выполнения этого необычного задания… А ведь стройматериалов в городе не было». В. Н. Бухаркин со своими бойцами лично работал на установке монумента, а капитан С. Ф. Коробкин после окончания боевых действий «взял на себя, если так можно выразиться, идейное руководство сооружением».

Танк-памятник освободителям Симферополя
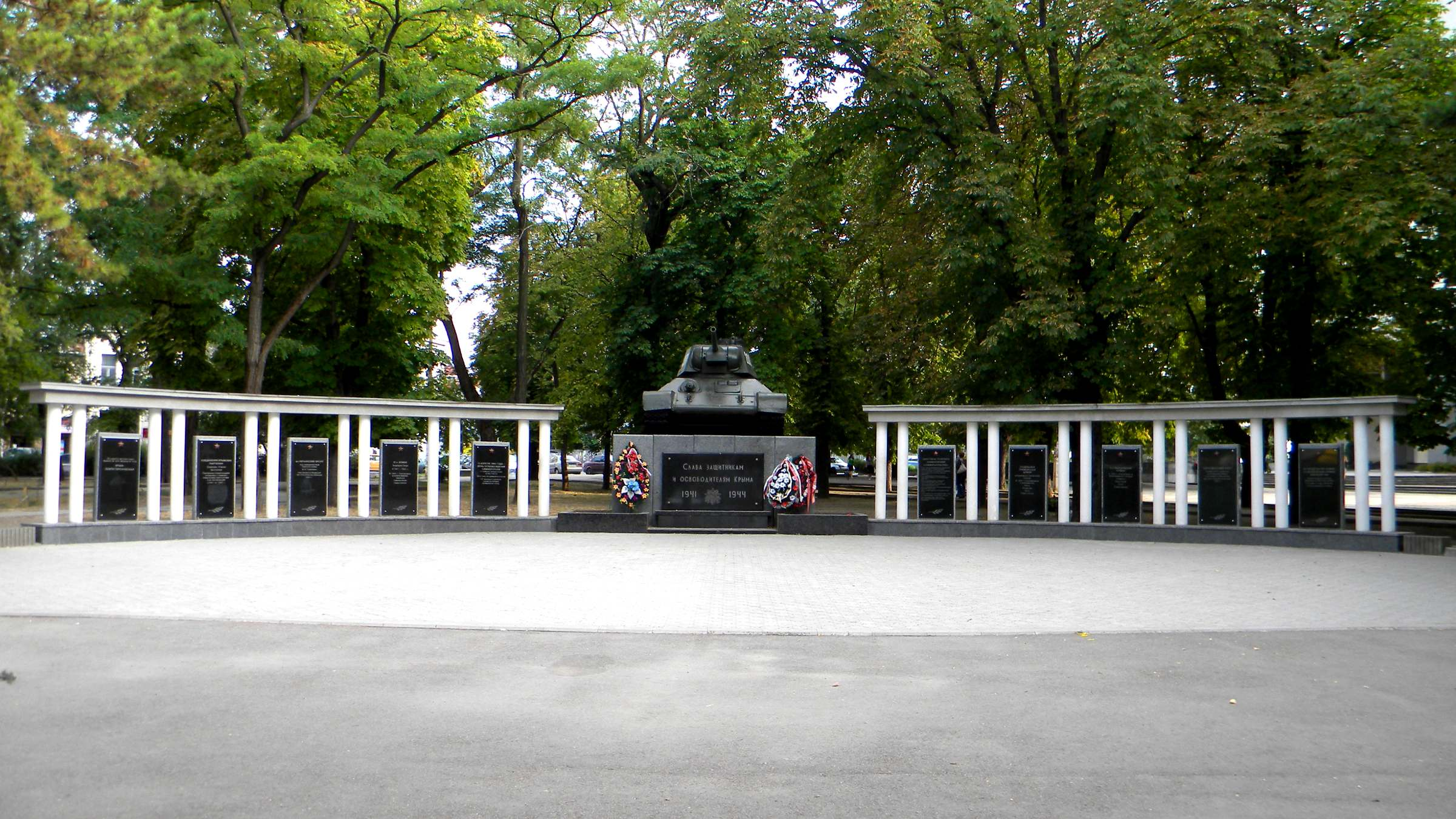
Общий вид мемориала  Объект культурного наследия народов РФ регионального значения. Рег. № 911710892560005 (ЕГРОКН)
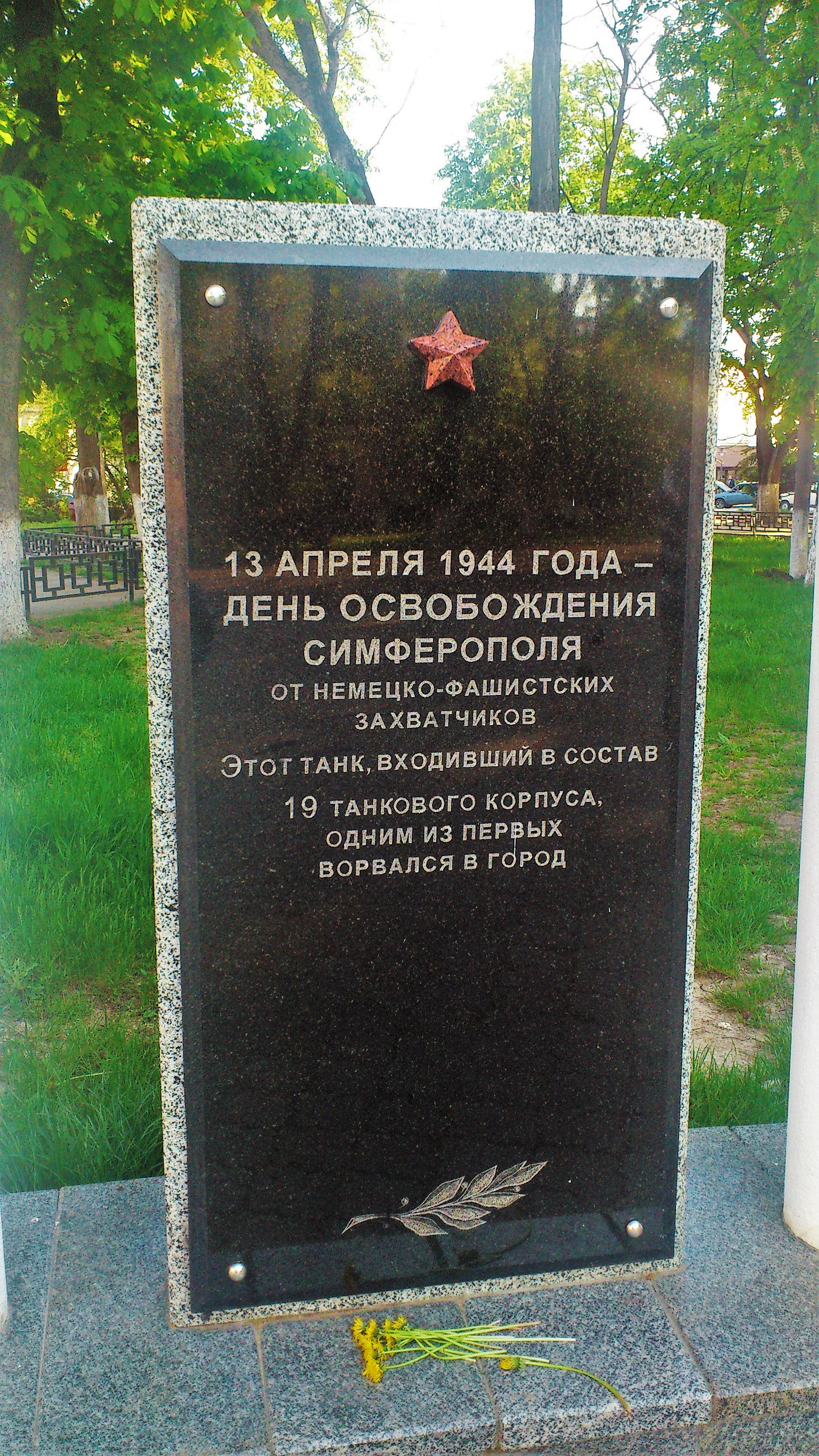
Плита памяти бойцов 19-го танкового корпуса
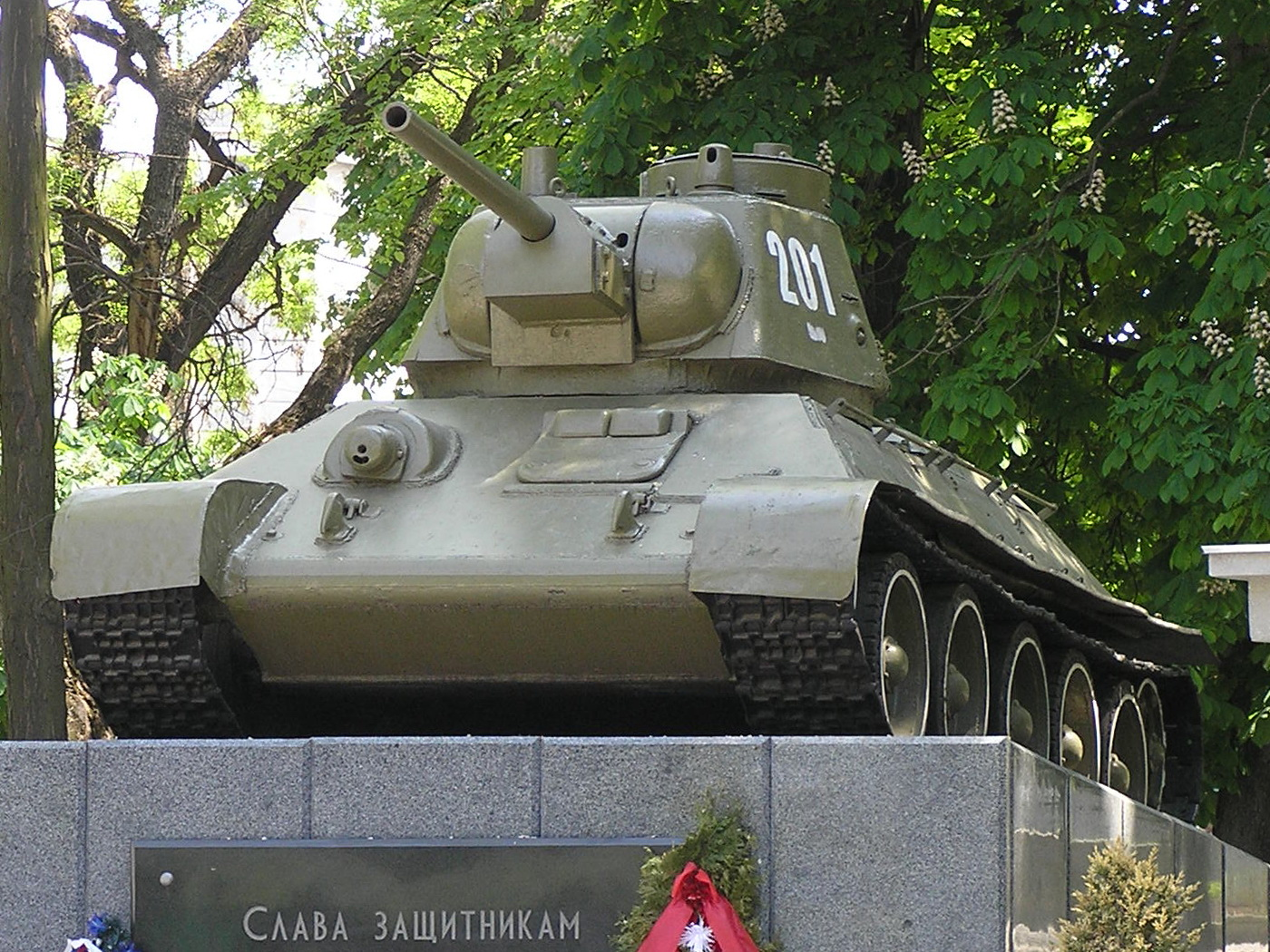
Танк ОТ-34, одним из первых ворвавшийся в Симферополь

В качестве памятника был выбран огнемётный танк ОТ-34 № 201, который, по некоторым сведениям, одним из первых вошёл в город 13 апреля. На лицевой части монумента была установлена металлическая плита с надписью: «Вечная память героям 19-го Перекопского Краснознамённого корпуса, павшим в боях за освобождение Крыма. Апрель — май». Под ней перечислены 19 фамилий. Среди них подполковник М. Ф. Хромченко, командир 101-й Сивашской танковой бригады, погибший под Севастополем. Один из авторов проекта памятника, капитан Н. С. Прудников, и. о. командира 216-го сапёрного батальона, погиб 27 апреля 1944 года в боях за освобождение Севастополя и также похоронен здесь же.